# Sergi Bruguera
Sergi Bruguera Torner (rođen 16. siječnja 1971. u Barceloni, Španjolska) je umirovljeni profesionalni tenisač. Ostao je zapamćen po dva osvojena Roland Garrosa zaredom (1993. i 1994.).

## Karijera
Bruguera je bio španjolski nacionalni juniorski prvak 1987. Postao je profesionalac iduće godine. U svojoj prvoj pravoj godini na ATP Touru, 1989., osvojio je titulu na challengeru u Cairu. Iste sezone je upisao i finale Rima. Tu godinu je završio kao svjetski broj 26, pa mu je logično pripala nagrada od ATP-a za najveći napredak godine. 
Stekao je ugled specijalista za zemlju igrajući u ranim 90-ima prošlog stoljeća. 1991. je osvojio turnire u Monte Carlu i Ateni, a 1992. one u Madridu, Gstaadu i Palermu. 
1993. je, najviše zahvaljujući pobjedama nad Peteom Samprasom i Andrijom Medvedevom, stigao do finala Roland Garrosa protiv Jima Couriera. Iako je Courier bio predviđan kao veliki favorit, naslov je odnio Bruguera u 5 setova. Bilo je 6:4, 2:6, 6:2, 3:6, 6:3. Te godine je osvojio još 4 turnira.
1994. je obranio naslov iz Roland Garrosa ponovnim pobjedama nad Courierom i Medvedevom, te onom u finalu protiv Alberta Bersateguija. Bilo je 6:3, 7:5, 2:6, 6:1.
Srebrnu medalju na Olimpijskim igrama 1996. u Atlanti je osvojio izgubivši u finalu od Andrea Agassija vrlo glatko:  6:2, 6:3, 6:1.
Bruguera je treći put došao do finala Roland Garrosa 1997. Smatran je velikim favoritom protiv nepostavljenog Brazilca Gustava Kuertena. No, Kuerten je inspirirano pobijedio daleko poznatijeg suparnika s 6:3, 6:4, 6:2. Važno je napomenuti da, iako je tada bio posve anoniman tenisač, Kuerten je 2000. došao do svjetskog broja 1.

## Izvan tenisa
Izvan tenisa, Bruguera je veliki navijač Los Angeles Lakersa i često je posjećivao njihove utakmice tijekom turnira po SAD-u. Nakon što je pobijedio Petea Samprasa 28. ožujka 1997. u polufinalu Miamija, otišao je na utakmicu Lakersa. Tamo je, u dobrotvorne svrhe, tijekom time-outa, zabio tri koša (polaganje, slobodno bacanje, s vrha reketa).
Te godine, dakle, 1997., osvojio je priznanje ATP-a za povratnika godine, skočivši s mjesta svjetskog broja 81, na svjetski broj 8.
Ukupno je osvojio 14 pojedinačnih titula i 3 u parovima. Najviši ranking u karijeri mu je bilo treće mjesto. Trenutno je ravnatelj Teniske akademije Bruguera.
Kada su ga 2006., na BBC-u pitali tko je bolji, Sampras ili Federer, odgovorio je da je Federer deset puta bolji nego Sampras. To je razlog brojnih svađa i polemika na BBC chatu i Internetu općenito. 

## Vanjske poveznice
- Službeni ATP profil[neaktivna poveznica]
- Biografija Sergija Bruguere
- Bruguerina teniska akademija  Arhivirana inačica izvorne stranice od 19. lipnja 2006. (Wayback Machine)